# Daglilje-familien
Daglilje-familien (Hemerocallidaceae) er en lille familie med få slægter. Det er urteagtige planter med liljeagtige træk. I den nyeste systematik er de dog udskilt af Lilje-ordenen (Liliales) og derfor også af Lilje-familien (Liliaceae).
| Slægter |

- Agrostocrinum
- Arnocrinum
- Corynotheca
- Dianella
- Eccremis
- Geitonoplesium
- Daglilje (Hemerocallis)
- Hensmania
- Herpolirion
- Hodgsoniola
- Johnsonia
- Pasithea
- Phormium
- Rhuacophila
- Stypandra
- Simethis
- Stawellia
- Thelionema
- Tricoryne
- Xeronema